# Атанас Ферманов
Атанас Ферманов, наричан Тасе Фермана, е български революционер, деец на Вътрешната македоно-одринска революционна организация.

## Биография
Атанас Ферманов е роден в 1848 година в леринското село Буф, днес Акритас, Гърция. Влиза във ВМОРО и е ръководител на буфския революционен комитет заедно с Христо Дрончев. От 1899 до 1902 година е ръководител на революционния комитет в родното си село. По време на Илинденско-Преображенското въстание е войвода на Буфската чета, тогава негов четник е момичето Илинка. След въстанието е осъден на смърт, но е помилван и заточен във Фезан, Либия, където остава до Младотурската революция в 1908 година, когато е освободен.